# Кейдан, Николай Трофимович
Николай Трофимович Кейдан (род. 3 января 1943) — советский легкоатлет, специалист по прыжкам с шестом. Выступал на всесоюзном уровне в 1960-х и 1970-х годах, серебряный и бронзовый призёр чемпионатов СССР, обладатель бронзовой медали Спартакиады народов СССР, победитель первенств всесоюзного и всероссийского значения, участник чемпионата Европы в помещении в Софии. Представлял Ростов-на-Дону и Вооружённые силы. Мастер спорта СССР. Преподаватель факультета физической культуры ЮФУ.

## Биография
Николай Кейдан родился 3 января 1943 года. Занимался лёгкой атлетикой в Ростове-на-Дону под руководством заслуженного тренера РСФСР Тимофея Васильевича Прохорова, выступал за Советскую Армию.
В 1964 году выполнил норматив мастера спорта СССР в прыжках с шестом.
Первого серьёзного успеха на всесоюзном уровне добился в сезоне 1966 года, когда попал в число призёров на Всесоюзных зимних соревнованиях в закрытом помещении в Ленинграде, взяв высоту 4,80 метра.

Прыгает Николай Кейдан. Он не сразу обратил на себя внимание. Невысокий, атлетичный, лёгкий, как птица. Быстрый разбег, толчок, очень лёгкий взлет. После удачной попытки продолжает разминаться, не сидит ни секунды. Ходит и ходит, бегает с шестом, десятки раз имитирует толчок на тренировочной яме. Просто удивительная жажда движений! Стремление так освоить прыжок, чтобы предельно сократить его во времени. Лёгкость, быстрота — вот его идеал. Тут и сила и техника.— Владимир Коновалов
Позднее на летнем чемпионате СССР в Днепропетровске с результатом в 4,60 метра завоевал серебряную награду в прыжках с шестом, уступив только титулованному харьковчанину Геннадию Близнецову.
В 1971 году вошёл в основной состав советской сборной и удостоился права представлять Советский Союз на чемпионате Европы в помещении в Софии — в итоге взял высоту в 4,80 метра, закрыв десятку сильнейших. На чемпионате страны в рамках V летней Спартакиады народов СССР в Москве в результатом в 5 метров выиграл бронзовую медаль — здесь его обошли Евгений Тананика и Геннадий Близнецов.
В мае 1972 года на домашних соревнованиях в Ростове-на-Дону превзошёл всех соперников в программе прыжков с шестом и установил свой личный рекорд на открытом стадионе — 5,15 метра.
Впоследствии работал преподавателем на кафедре психологии здоровья и физической культуры в Южном федеральном университете.